# Tomoki Kondō
Tomoki Kondō (japanisch 近藤 友喜 Kondō Tomoki; * 21. März 2001 in der Präfektur Aichi) ist ein japanischer Fußballspieler.

## Karriere
Tomoki Kondō erlernte das Fußballspielen in der Schulmannschaft der Maebashi Ikuei High School sowie in der Universitätsmannschaft der Nihon-Universität. Von Juni 2021 bis voraussichtlich Saisonende 2022 ist er an den Erstligisten Yokohama FC ausgeliehen. Der Verein aus Yokohama spielt in der ersten japanischen Liga, der J1 League. Sein Erstligadebüt gab Tomoki Kondō am 23. Juni 2021 (19. Spieltag) im Auswärtsspiel gegen Vissel Kōbe. Hier wurde er in der 80. Minute für Yōta Maejima eingewechselt. Kōbe gewann das Spiel mit 5:0. Am Ende der Saison 2021 belegte er mit dem Verein den letzten Tabellenplatz und musste somit in die zweite Liga absteigen. Nach der Ausleihe kehrte er zur Universität zurück. Im Mai 2022 wechselte er ein zweites Mal auf Leihbasis zum Yokohama FC. Bis Saisonende stand er neunmal auf dem Spielfeld. Am Ende der Saison 2022 feierte er mit Yokohama die Vizemeisterschaft der zweiten Liga und den Aufstieg in die erste Liga. Nach der Ausleihe wurde er von Yokohama am 1. Februar 2023 fest unter Vertrag genommen. Am Ende der Saison 2023 musste er mit Yokohama als Tabellenletzter wieder in die zweite Liga absteigen. Nach dem Abstieg verließ er den Verein und schloss sich im Januar 2024 dem Erstligisten Hokkaido Consadole Sapporo an. Am Ende der Saison 2024 belegte er mit Hokkaido den 19. Tabellenplatz und musste somit in die zweite Liga absteigen.

## Erfolge
Yokohama FC
- Japanischer Zweitligavizemeister: 2022  ▲